# Fibricium coriaceum
Fibricium coriaceum är en svampart som beskrevs av Hjortstam & Ryvarden 1980. Fibricium coriaceum ingår i släktet Fibricium, ordningen Hymenochaetales, klassen Agaricomycetes, divisionen basidiesvampar och riket svampar.   Inga underarter finns listade i Catalogue of Life.